# Суходольское (Кировоградская область)
Суходольское (укр. Суходільське) — село в Долинской городской общине Кропивницкого района Кировоградской области Украины. Расположено на реке Берёзовка, у её истока.
Население по переписи 2001 года составляло 525 человек. Почтовый индекс — 28520. Телефонный код — 5234. Код КОАТУУ — 3521987801.

## История
В 1946 году указом ПВС УССР село Батызман переименовано в Суходольское.
До 2020 года село входило в состав Долинского района